# RIM-50 Typhon LR
Бендикс RIM-50 Тифон LR (на английски: Bendix RIM-50 Typhon Long Range, първоначално се обозначава като SAM-N-8) е американски зенитно-ракетен комплекс клас „кораб-въздух“ с голям обсег на действие. Разработва се от 1958 г. от американската компания „Бендикс“ по поръчка на ВМС на САЩ като част бойната система „Тифон“. Цел на работите е създаването на многоканален зенитен комплекс, в състава на който влизат РЛС AN/SPG-59 с фазирана антенна решетка, мейнфреймове, а също пускови установки за зенитните ракети с голяма и средна далечина на полета. RIM-50 Typhon LR трябва да замени ЗРК с голям обсег RIM-8 Talos. Изпитанията на системата започват през 1961 г. на борда на кораба USS Norton Sound (AVM-1) („Нортон Саунд“). В процеса на изпитанията се проявяват голям брой технически проблеми, което в съчетание с много високата стойност на системата води до закриване на програмата през 1963 г. Вместо това американският флот решава да развива ЗУР семейство „Стандарт“.
Вариант на този комплекс е ЗРК със среден обсег RIM-55 Typhon MR.

## Тактико-технически характеристики
- Брой степени: 2
  - ДУ на 1-ва степен (ускорител): РДТТ
  - ДУ на 2-ра степен (маршев): ПВРД Bendix
- Маса на 1-ва степен (ускорител): 870 кг
- Маса 2-ра степен (ракета): 770 кг
- Дължина на 1-ва степен (ускорител): 3,7 м
- Дължина на 2-ра степен (ракета): 4,7 м
- Диаметър на ракетата: 0,41 м
- Диаметър на ускорителя: 0,47 м
- Размах на крилата на ракетата: 1,02 м
- Размах на крилата на ускорителя: 1,57 м
- Скорост на полета: 4 Мах
- Далечина на полета: 370 км (или 5,5 – 200 км)
- Досегаемост по височина: 29 км
- Бойна част:
  - осколочно-фугасна – 68 кг
  - ядрена – W60
- Взривател: дистанционен